# Гогиашвили, Георгий Демурович
Гео́ргий Дему́рович Гогиашви́ли (груз. გიორგი დემურის ძე გოგიაშვილი; 7 января 1971; Леселидзе, Абхазская АССР, Грузинская ССР, СССР) — грузинский футболист.

## Биография
Начинал игровую карьеру в «Сихарули‑90» (Гагра) и «Цхуми», принимавших участие в чемпионате Грузии. В составе последнего и добился первых серьёзных успехов, в 1992 году вместе с командой став вице-чемпионом и пробившись в финал Кубка. В 1993—1996 годах играл за «Самтредиа», с которой вторично выиграл серебряные медали.
Затем отправился в Россию, подписав контракт с сочинской «Жемчужиной». Команда выступала в Высшей лиге, а Гогиашвили был твёрдым игроком основного состава. Однако, «Жемчужина» постоянно боролась за выживание в элитном дивизионе, а вскоре в клубе начались и финансовые трудности.
В команде сменился тренер (Антихович вместо Байдачного), и один из недавних лидеров «Жемчужины» был выставлен на трансфер. Гогиашвили вернулся в Грузию и отыграл сезон за «Торпедо» из Кутаиси, с которым стал чемпионом страны.
Следующий сезон начал в израильском клубе «Хапоэль Цафририм», но игра на новом месте у Гогиашвили не заладилась, и весной 2001 года он вернулся в «Жемчужину». Команда переживала трудные времена, за короткий срок скатившись из Высшего дивизиона во Второй. Гогиашвили провёл в команде два сезона, регулярно забивая, но это не могло помочь «Жемчужине» выбраться из середняков своей зоны.
В 2002 году перешёл в уфимский «Строитель». Очень быстро он стал лидером в команде, а позднее примерил и капитанскую повязку. За три сезона в уфимской команде он сыграл 80 матчей, в которых забил 39 мячей.
В 2005 году финансовое благополучие клуба пошатнулось, и Гогиашвили предпочёл покинуть Уфу, перебравшись в Казахстан. Следующие два сезона он провёл в усть-каменогорском «Востоке». В начале 2007 года подписал контракт с клубом «Кайсар», однако, отыграв половину сезона, покинул команду во время летней дозаявки.

## Достижения
- Чемпион Грузии: 1999/00
- Вице-чемпион Грузии: 1991/92, 1994/95
- Финалист Кубка Грузии: 1991/92, 1999/00